# Hemithraupinae
Hemithraupinae es una subfamilia propuesta de aves paseriformes de la familia Thraupidae que agrupa a nueve especies, en cinco géneros, nativas de la América tropical (Neotrópico), donde se distribuyen desde el sur de México, por América Central y del Sur, hasta el norte de Argentina.

## Etimología
El nombre de la subfamilia deriva del género tipo Hemithraupis que se compone de las palabras griegas «hēmi»: mitad, pequeño, y  «θραυπίς thraupis»: pequeño pájaro desconocido mencionado por Aristóteles, tal vez algún tipo de pinzón (en ornitología thraupis significa «tangara»).

## Características
Esta subfamilia consiste de nueve tangaras caracterizadas principalmente por sus picos finos; con excepción de las dos especies en Heterospingus, las especies de esta subfamilia poseen algunos de los picos más finos en relación con la longitud del mismo de todos los tráupidos. Adicionalmente, algunas son las que presentan el mayor dimorfismo sexual entre todos los tráupidos. Los colores predominantes son amarillo y negro, aunque los machos de Chrysothlypis salmoni son rojo brillante y los machos de Chlorophanes spiza son mayormente azules. También se destaca que la mayoría de las especies (aquellas en Chlorophanes, Iridophanes y Hemithraupis) tienen la mandíbula superior oscura, y la inferior amarilla.

## Taxonomía
Los estudios de Burns et al. (2003) demostraron claramente la proximidad de Chlorophanes e Iridophanes, y varios autores propusieron fundir ambas especies en Chlorophanes. Sin embargo Burns et al. (2014) proponen manternerlas en géneros monotípicos para promover la estabilidad taxonómica, ya que los datos indican que cada especie ha evolucionado separadamente por un período de tiempo relativamente largo.
La especie C. salmoni ya estuvo colocada en un género monotípico Erythrothlypis y algunos autores colocan en duda que las dos especies sean realmente congenéricas. Sin embargo los resultados de los análisis genéticos de Burns et al. (2014) muestran que las especies no son altamente divergentes, considerando también que, a pesar de los plumajes de los machos ser radicalmente diferentes, las especies son similares en el plumaje de las hembras y en las medidas generales y el perfil.
Los datos presentados por los amplios estudios filogenéticos recientes comprueban fuertemente la monofilia de la presente subfamilia, confirmando la estrecha relación entre Hemithraupis y Heterospingus, de este par con Chrysothlypis y de todos este clado con el par que hermana Iridophanes con Chlorophanes.

## Géneros
- Iridophanes Ridgway, 1901
- Chlorophanes Reichenbach, 1853
- Chrysothlypis Berlepsch, 1912
- Heterospingus Ridgway, 1898
- Hemithraupis Cabanis, 1850